# Campeonato Mundial Universitario de Fútbol Americano de 2020
El WUC 2020 sería la IV edición del Campeonato Mundial Universitario de Fútbol Americano organizado por la FISU. 
Esta edición se iba a disputar del 4 al 14 de junio de 2020 en Székesfehérvár, Hungría. El 25 de marzo de 2020, el comité FISU decidió cancelar el evento debido a la pandemia de enfermedad por coronavirus. 
Esta sería la segunda vez que el torneo se organiza en el continente europeo.
Se esperaba contar con 8 equipos para esta edición del torneo, siendo la primera vez que se juega con más de 5 naciones.

## Sede
En 2017, la FISU anuncia a la ciudad de Székesfehérvár en Hungría como organizadora de la IV edición del torneo, esto con la intención de Hungría en formar un equipo universitario y promover el deporte en el país.
Está será la primera vez que una ciudad de Hungría organiza un evento deportivo internacional.
La sede de todos los partidos será el First Field, hogar de los Fehérvár Enthroners. El estadio se inauguró en abril de 2016, siendo el primer campo de 120 yardas diseñado para albergar partidos de futbol americano en Hungría. 
Durante la presentación del evento, András Cser-Palkovics, el alcalde de Székesfehérvár, anunció la contribución de veinticinco millones de forints para la organización del evento por parte de la ciudad y proyectó la construcción de nuevas instalaciones deportivas en la ciudad. Por su parte, Gábor Boda, presidente de la federación Húngara, aseguró estar preparados para el desafío ya que será un torneo muy competitivo y de alta calidad.
| Székesfehérvár    | SzékesfehérvárSzékesfehérvár (Hungría) |
| ----------------- | -------------------------------------- |
| Fejér CET (UTC+1) | SzékesfehérvárSzékesfehérvár (Hungría) |
| First Field       | SzékesfehérvárSzékesfehérvár (Hungría) |
| Capacidad:        | SzékesfehérvárSzékesfehérvár (Hungría) |
|                   | SzékesfehérvárSzékesfehérvár (Hungría) |

## Equipos participantes
Hungría, por ser país anfitrión, clasifica automáticamente. No existe una clasificación, las selecciones son invitadas y siete selecciones afiliadas a la FISU se inscriben para participar en el torneo.
México llega al torneo para defender el tricampeonato, siendo el único campeón del torneo. A éste lo acompañan las ya experimentadas selecciones de Estados Unidos y Japón, que buscan lograr el campeonato después de caer en tres ediciones. 
En cursiva los equipos debutantes.
| Europa                              | América                    | Asia    | Oceanía     |
| ----------------------------------- | -------------------------- | ------- | ----------- |
| - Hungría (anfitrión) - Reino Unido | - México - EE. UU. - Chile | - Japón | - Australia |

Los equipos pueden cambiar, a falta de confirmación final antes de comenzar el torneo.